# Eccellenza Veneto
Il campionato di Eccellenza Veneto istituito a partire dalla stagione 1991-1992 è il campionato di livello più alto su base regionale e vi partecipano squadre dilettantistiche. È composto da 36 squadre divise in due gironi da 18 (sud-ovest, nord-est). Vi partecipano le 28 squadre salvatesi la precedente stagione, 2 retrocesse dalla Serie D e 6 promosse dalla Promozione.

## Albo d'oro
| Stagione  | Girone A                  | Girone B           | Promosse ai play-off nazionali | Partecipa ai play-off nazionali   |
| --------- | ------------------------- | ------------------ | ------------------------------ | --------------------------------- |
| 1991-1992 | Contarina                 | Miranese           |                                |                                   |
| 1992-1993 | Donada                    | Montebelluna       |                                |                                   |
| 1993-1994 | Luparense                 | Schio              | Pievigina                      | Scaligera                         |
| 1994-1995 | Lendinarese               | Mestre             | Adriese                        | Santa Lucia di Piave              |
| 1995-1996 | Giorgianna                | Portogruaro        |                                | Rovigo Edo Mestre                 |
| 1996-1997 | Bassano                   | Martellago         | Schio                          | Miranese                          |
| 1997-1998 | Montecchio                | Portogruaro        | Monselice                      | Miranese                          |
| 1998-1999 | Chioggia Sottomarina      | La Marenese        |                                | Lonigo Belluno                    |
| 1999-2000 | Tezze sul Brenta          | Bessica            | Belluno                        | Abano                             |
| 2000-2001 | Cologna Veneta            | Cordignano         |                                | Sambonifacese Conegliano          |
| 2001-2002 | Lonigo                    | Conegliano         | Rovigo                         | Union Quinto                      |
| 2002-2003 | Sambonifacese             | Ge.Me.Az. San Polo |                                | Casaleone Asolo Fonte             |
| 2003-2004 | Vigontina                 | Montebelluna       |                                | Casalserugo Sandonà               |
| 2004-2005 | Este                      | Eurocalcio Cassola |                                | Casaleone Edo Mestre              |
| 2005-2006 | Virtus Vecomp Verona      | Union Quinto       | Piovese                        | Edo Mestre                        |
| 2006-2007 | Domegliara                | Sandonà            |                                | Noventa Padovana Asolo Fonte      |
| 2007-2008 | Somma                     | Città di Concordia | Albignasego                    | Edo Mestre                        |
| 2008-2009 | Villafranca Veronese      | Adriese            |                                | Legnago Liapiave                  |
| 2009-2010 | Legnago                   | LEO Oderzo         |                                | Castelnuovo Sandrà Clodiense      |
| 2010-2011 | Sarego                    | Delta Porto Tolle  | Giorgione                      | Cerea                             |
| 2011-2012 | Trissino                  | Clodiense          | Real Vicenza                   | Union Ripa La Fenadora            |
| 2012-2013 | Marano                    | Vittorio SMC       | Thermal Abano Teolo            | Union Ripa La Fenadora            |
| 2013-2014 | Villafranca Veronese      | Union Pro Mogliano | Abano                          | Calvi Noale                       |
| 2014-2015 | Campodarsego              | Calvi Noale        |                                | Adriese Liventina                 |
| 2015-2016 | Adriese                   | Pievigina          |                                | Vigasio Sandonà 1922              |
| 2016-2017 | Ambrosiana                | Liventina          | Clodiense                      | San Giorgio Sedico                |
| 2017-2018 | Cartigliano               | Sandonà 1922       |                                | Villafranca Veronese Istrana      |
| 2018-2019 | Vigasio                   | Luparense          | Mestre                         | Pozzonovo                         |
| 2019-2020 | Sona                      | San Giorgio Sedico |                                | Montecchio Portogruaro            |
| 2020-2021 | San Martino Speme         | Spinea             |                                |                                   |
| 2021-2022 | Villafranca Veronese      | Portogruaro        | Montecchio                     | Giorgione                         |
| 2022-2023 | Clivense                  | Treviso            | Bassano                        | Godigese                          |
| 2023-2024 | Vigasio                   | Calvi Noale        |                                | Unione La Rocca Altavilla Sandonà |
| 2024-2025 | Unione La Rocca Altavilla | Conegliano         |                                | Arcella Padova Sandonà            |

### Titoli per squadra
| Squadra                   | Titoli | Edizioni                                   |
| ------------------------- | ------ | ------------------------------------------ |
| Portogruaro               | 3      | 1995-1996, 1997-1998, 2021-2022 (girone B) |
| Villafranca Veronese      | 3      | 2008-2009, 2013-2014, 2021-2022 (girone A) |
| Conegliano                | 2      | 2001-2002, 2024-2025 (girone B)            |
| Montebelluna              | 2      | 1992-1993, 2018-2019 (girone B)            |
| Luparense                 | 2      | 1993-1994 (girone A), 2018-2019 (girone B) |
| Union Clodiense Chioggia  | 2      | 1998-1999 (girone A), 2011-2012 (girone B) |
| Sandonà 1922              | 2      | 2006-2007, 2017-2018 (girone B)            |
| Adriese                   | 2      | 2008-2009 (girone B), 2015-2016 (girone A) |
| Vigasio                   | 2      | 2018-2019, 2023-2024 (girone A)            |
| Calvi Noale               | 2      | 2014-2015, 2023-2024 (girone B)            |
| Contarina                 | 1      | 1991-1992 (girone A)                       |
| Miranese                  | 1      | 1991-1992 (girone B)                       |
| Donada                    | 1      | 1992-1993 (girone A)                       |
| Schio                     | 1      | 1993-1994 (girone B)                       |
| Lendinarese               | 1      | 1994-1995 (girone A)                       |
| Mestre                    | 1      | 1994-1995 (girone B)                       |
| Giorgianna                | 1      | 1995-1996 (girone A)                       |
| Bassano                   | 1      | 1996-1997 (girone A)                       |
| Martellago                | 1      | 1996-1997 (girone B)                       |
| Montecchio                | 1      | 1997-1998 (girone A)                       |
| La Marenese               | 1      | 1998-1999 (girone B)                       |
| Tezze sul Brenta          | 1      | 1999-2000 (girone A)                       |
| Bessica                   | 1      | 1999-2000 (girone B)                       |
| Cologna Veneta            | 1      | 2000-2001 (girone A)                       |
| Cordignano                | 1      | 2000-2001 (girone B)                       |
| Lonigo                    | 1      | 2001-2002 (girone A)                       |
| Sambonifacese             | 1      | 2002-2003 (girone A)                       |
| Ge.Me.Az. San Polo        | 1      | 2002-2003 (girone B)                       |
| Vigontina                 | 1      | 2003-2004 (girone A)                       |
| Este                      | 1      | 2004-2005 (girone A)                       |
| Eurocalcio Cassola        | 1      | 2004-2005 (girone B)                       |
| Virtus Vecomp Verona      | 1      | 2005-2006 (girone A)                       |
| Union Quinto              | 1      | 2005-2006 (girone B)                       |
| Domegliara                | 1      | 2006-2007 (girone A)                       |
| Somma                     | 1      | 2007-2008 (girone A)                       |
| Città di Concordia        | 1      | 2007-2008 (girone B)                       |
| Legnago                   | 1      | 2009-2010 (girone A)                       |
| LEO Oderzo                | 1      | 2009-2010 (girone B)                       |
| Sarego                    | 1      | 2010-2011 (girone A)                       |
| Delta Porto Tolle         | 1      | 2010-2011 (girone B)                       |
| Trissino                  | 1      | 2011-2012 (girone A)                       |
| Marano                    | 1      | 2012-2013 (girone A)                       |
| Vittorio SMC              | 1      | 2012-2013 (girone B)                       |
| Union Pro Mogliano        | 1      | 2013-2014 (girone B)                       |
| Campodarsego              | 1      | 2014-2015 (girone A)                       |
| Pievigina                 | 1      | 2015-2016 (girone B)                       |
| Ambrosiana                | 1      | 2016-2017 (girone A)                       |
| Liventina                 | 1      | 2016-2017 (girone B)                       |
| Cartigliano               | 1      | 2017-2018 (girone A)                       |
| Sona                      | 1      | 2019-2020 (girone A)                       |
| San Giorgio Sedico        | 1      | 2019-2020 (girone B)                       |
| San Martino Speme         | 1      | 2020-2021 (girone A)                       |
| Spinea                    | 1      | 2020-2021 (girone B)                       |
| Clivense                  | 1      | 2022-2023 (girone A)                       |
| Treviso                   | 1      | 2022-2023 (girone B)                       |
| Unione La Rocca Altavilla | 1      | 2024-2025 (girone A)                       |

## Partecipazioni
In 35 stagioni hanno preso parte al campionato le seguenti 181 squadre. In grassetto le squadre che disputano il torneo 2025-2026.
- 24:  Liapiave[7]

- 21:  LEO Oderzo[8]

- 20:  Abano

- 18:  Edo Mestre,  Feltreseprealpi,  Lugagnano,  Piovese

- 17:  Schio,  Vigontina,  Vittorio SMC

- 15:  Liventina,  Nervesa,  Vigasio

- 14:  Giorgione,  Marano,  Pozzonovo,  Union Pro Mogliano[9]

- 13:  Conegliano[10],  Lonigo,  Marosticense,  Montecchio,  Pievigina,  Ponzano,  San Giorgio Sedico[11],  San Martino Speme,  Sandonà

- 12:  Belfiorese,  Camisano,  Istrana,  Miranese,  Romano d'Ezzelino,  Team Santa Lucia Golosine,  Union Quartier del Piave[12]

- 11:  Adriese,  Ambrosiana,  Dolo,  Julia Sagittaria[13],  Montello,  Union Quinto,  Villafranca Veronese

- 10:  Casalserugo,  Castelnuovo Sandrà,  Portomansuè

- 9:  Borgoricco[14],  Cerea,  Cornuda Crocetta,  Malo,  Mestrino[15],  Thiene

- 8:  Calvi Noale,  Casaleone,  Cavazzale,  Favaro,  Godigese,  Monselice,  Piombinese,  Real Valpolicella[16],  Robeganese Fulgor Salzano[17],  Sambonifacese,  Torri di Quartesolo

- 7:  Albignasego,  Arcella Padova,  Arzignano,  Caldiero,  Luparense,  Martellago,  Portogruaro,  Real Martellago,  Treviso

- 6:  Asolo Fonte,  Bessica,  Legnago,  Rovigo,  San Giorgio in Bosco[18],  San Paolo Padova,  Tezze sul Brenta,  Villafranchese[19],  Virtus Verona

- 5:  Arianese,  Eurocassola,  Garda,  Lendinarese,  Mestre,  Montorio,  Oppeano,  Ponte di Piave,  Porto Viro,  Rosà,  Rossano Veneto,  Somma,  Spinea,  Tezze di Arzignano,  Trissino

- 4:  Azzurra Sandrigo,  Bardolino,  Bassano,  Campetra,  Campodarsego,  Cavarzano,  Chioggia Sottomarina,  Clodiense[20],  Cologna Veneta,  Fossalta Maggiore,  Montebelluna,  Mozzecane,  Nogara,  Reschigliano,  Roncade Biancade,  San Massimo,  San Donà 1922[21],  Scaligera

- 3:  Academy Plateola,  Belluno,  Caerano,  Chiampo,  Città di Caorle-La Salute,  Cordignano,  Este,  La Marenese,  Loreo,  Montebaldina,  Nova Serenissima Bovolone,  Noventa Padovana,  Pescantina Settimo,  Santa Lucia di Piave,  Saonara Villatora,  Sarego,  Scardovari,  Sona,  Thermal Abano Teolo,  Union San Stino,  Unione La Rocca Altavilla,  Virtus Cornedo

- 2:  Borgo Valbelluna,  Breda,  Caprino,  Cartigliano,  Castelbaldo Masi,  Castelnuovo del Garda,  Contarina,  Donada,  Gruaro,  Jesolo,  Limena,  Longare Castegnero,  Pederobba,  Pianiga Mellaredo,  Ponte nelle Alpi,  Ponte Salgareda,  Real Vicenza,  Resana,  Rivoli,  Trebaseleghe,  Tregnago,  Union Ripa La Fenadora,  Valdagno,  Valdosport,  Venezia Neroverde

- 1:  Boca Ascesa Val Liona,  Caldogno,  Clivense,  Delta Porto Tolle,  Domegliara,  Elleesse La Loggia,  Euganea Rovolon Cervarese,  Foroni Verona,  Isola Rizza Roverchiara,  Laguna Venezia,  Lape Ceregnano,  Leodari Vicenza,  Libertas Scorzè-Peseggia,  Lonardi Carianese,  Mestrina,  Noventa,  Provese,  San Giovanni Lupatoto,  Sarcedo,  Unione Cadoneghe,  Valbrenta,  Vedelago,  Villaverla